# Huskies de Washington (football américain)
Pour le club omnisports, voir Huskies de Washington.
Stade
Maillots
Champion 1960, 1991
Saison en cours
Le programme de football américain des Huskies de Washington représente l'université de Washington située à Seattle dans l'État de Washington au sein de la conférence NCAA Division I Football Bowl Subdivision (FBS) en tant que membre de la Big Ten Conference.
Depuis 1920, l'équipe dispute ses matchs à domicile au Husky Stadium situé sur le campus.
Washington a remporté 18 titres de conférence, sept Rose Bowls et a deux titres nationaux reconnus par la NCAA (1960, 1991).
En fin de saison 2023, le programme se classe 22e en pourcentage de victoires et 18e en nombre de victoires des équipes de la NCAA Div. I FBS.
Au niveau de la FBS, Washington détient le record de rencontres consécutives sans défaite (64 matchs) et se classe 2e au nombre de victoires consécutives (40). Le programme a connu treize saisons sans défaite dont huit saisons parfaites (sans nul ni défaite).

## Histoire

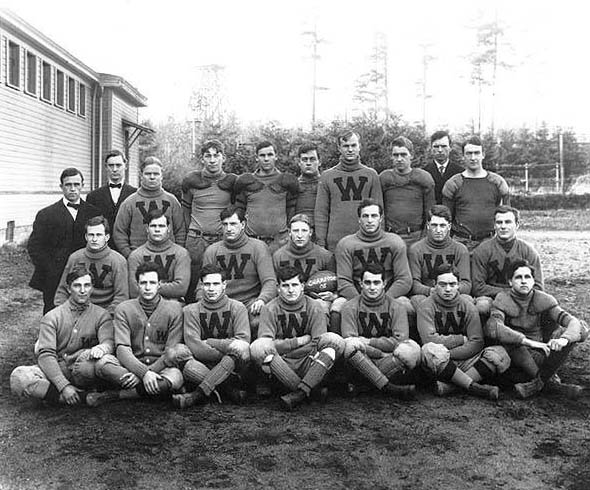
L'équipe invaincue de 1908.

Le premier match du programme de football américain de l'université a eu lieu en 1889.
Le 20 novembre 1903, Chief Joseph et son neveu Red Thunder assistent à un match qui se termine sur le score de 2 à 0, grâce à un safety de Washington, et il déclare : « J'ai vu beaucoup d'hommes blancs presque se battre aujourd'hui. Je suis heureux que Washington ait gagné le match. Je pensais que ces hommes se briseraient les jambes et les bras, mais ils ne se sont pas mis en colère. J'ai passé un bon moment au match avec mes amis blancs. (I saw a lot of white men almost fight today. I do not think this good. I feel pleased that Washington won the game. Those men I would think would break their legs and arms, but they did not get mad. I had a good time at the game with my white friends.) ». Cette déclaration a suscité une vive approbation et a entraîné de nombreuses victoires. En effet, au cours de cette période, Washington a remporté 40 matchs consécutifs sous la direction de l'entraîneur Gil Dobie (en), ce qui constitue actuellement la deuxième plus longue série de victoires consécutives de l'histoire de la NCAA Division I FBS. De plus, entre 1907 et 1917, Washington reste invaincu lors de 64 matchs consécutifs, record de la FBS. En 1916, Dobie termine sa remarquable carrière d'entraîneur à Washington sans avoir connu de défaite (58-0-3).

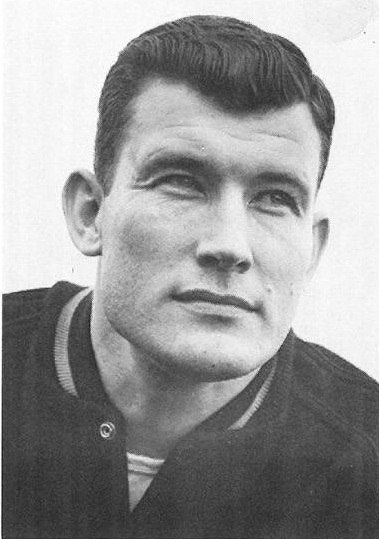
L'entraîneur principal.

L'équipe de 1925 est invaincue en saison régulière, mais elle perd le Rose Bowl 1926 20 à 21 contre le Crimson Tide de l'Alabama.
Celle de 1960 termine avec un bilan de 10-1 sous la direction de l'entraîneur Jim Owens (en) et remporte son deuxième Rose Bowl consécutif en battant 17 à 7 le 1er janvier 1961 les Golden Gophers du Minnesota, lesquels avaient été désignés champions nationaux avant les bowls.
L'entraîneur Owens prend sa retraite en fin de saison 1974 et Don James (en) lui succède en 1975. Il va transformer l'équipe, faisant d'elle une équipe puissante de la NCAA tout en compilant un record de 153-57-2. La première saison réussie de James est celle de 1977 dans laquelle jouait le quarterback Warren Moon, le point culminant de la saison étant la victoire de 27 à 20 contre l'Michigan au Rose Bowl 1978. Washington et Michigan se rencontrent à nouveau lors du Rose Bowl 1981, gagné par les Wolverines 6 à 23.

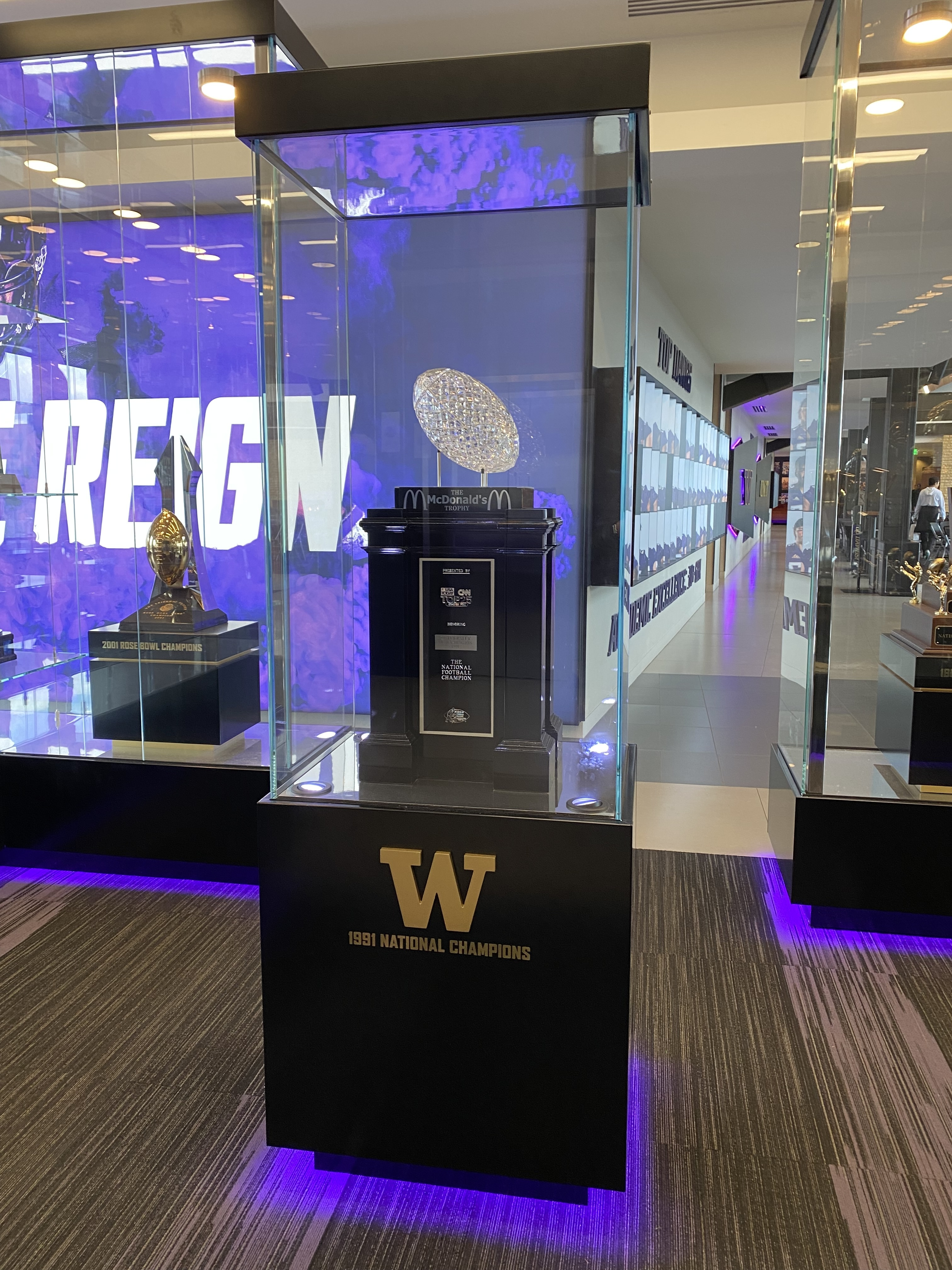
Trophée de champion national 1991.

La saison suivante, les Huskies reviennent au Rose Bowl et y battent les Hawkeyes de l'Iowa 28 à 0, dernier blanchiment de l'histoire du Rose Bowl et le seul du dernier demi-siècle. Le rival interétatique des Cougars de Washington State empêche ensuite les Huskies de participer au Rose Bowl lors des deux saisons suivante en les battant lors du dernier match de 1982 et 1983. Washington termine la saison 1984 avec un bilan de 11-1 et bat les Sooners de l'Oklahoma 28 à 17 à l'Orange Bowl 1985. Le running back senior, Jacque Robinson (en) se voit désigné MVP du match et devient le premier joueur à avoir été désigné MVP à la fois pour l'Orange Bowl et le Rose Bowl.
La saison 1991 est considérée comme la meilleure de l'histoire des Huskies et une des plus belles de l'histoire du football américain universitaire. L'équipe effectue la saison parfaite, remportant l'ensemble de ses matchs avec une moyenne de 42 points inscrits pour 9 encaissés dont les rencontres face aux no 9 de Nebraska, aux no 7 de California et aux no 4 de Michigan (victoire 34-14 au Rose Bowl 1992).
Washington termine la saison 2000 avec un bilan de 10-1 et remporte ensuite le 7e Rose Bowl de son histoire avec la quarterback Marques Tuiasosopo lequel est désigné MVP du match.
Les Huskies réussissent presque la saison parfaite en 2023 (14-1). Ils participent pour la première fois de leur histoire au College Football Playoff. Après avoir battu les Longhorns du Texas en ½ finale, ils sont battus 34 à 13 par les Wolverines du Michigan en finale. Quelques jours après la finale, l'entraîneur principal Kalen DeBoer (en) annonce son départ pour devenir le prochain entraîneur principal du Crimson Tide de l'Alabama succédant à Nick Saban parti à la retraite. Le 14 janvier 2024, il est remplacé par Jedd Fisch (en), ancien entraîneur principal des Wildcats de l'Arizona.
Washington a officiellement revendiqué les titres nationaux de 1960 et 1991 après avoir été désigné champion national en 1960 par Helms Athletic Foundation (en) et en 1991 par Coaches Poll (en) et d'autres agences de sélection,,.

## Descriptif du programme en début de saison 2024
- Couleurs :   (violet et or)[1]
- Dirigeants :
  - Directeur sportif : Troy Dannen (en)
  - Entraîneur principal : Jedd Fisch (en), 1re saison, bilan : 0 - 0 (0,0 %)
- Stade
  - Nom : Husky Stadium
  - Capacité : 70 138
  - Surface de jeu : pelouse artificielle (Astro Turf)
  - Lieu : Seattle, Washington
- Conférence :
  - Actuelle : Big Ten Conference
  - Ancienne : 
    - Indépendants (1889–1915)
    - Pacific Coast Conference (en) (1916–1958)
    - Pacific-12 Conference (1959-2023)[13]
- Internet :
  - Nom site Web : gohuskies.com
  - URL : https://gohuskies.com/sports/football
- Bilan des matchs :
  - Victoires : 774 (62 %)
  - Défaites : 466
  - Nuls : 50
- Bilan des Bowls :
  - Victoires : 21 (50 %)
  - Défaites : 21
  - Nuls : 1
- Titres :
  - Titres nationaux : 2 (1960, 1991)
  - Titres nationaux non réclamés : 3 (1910, 1984, 1990)
  - Titres de conférence : 18
  - Titres de la North Division de la Pac-12 : 4 (2016, 2017, 2018, 2020)
- College Football Playoff : 
  - Bilan : 1-1
  - College Football Championship Game
    - Victoire : 0
    - Défaite : 1 (2023)
- Joueurs :
  - Vainqueurs du Trophée Heisman : 0
  - Sélectionnés All-American : 23
- Hymne : Bow Down to Washington
- Mascotte : Dubs II, Harry the Husky

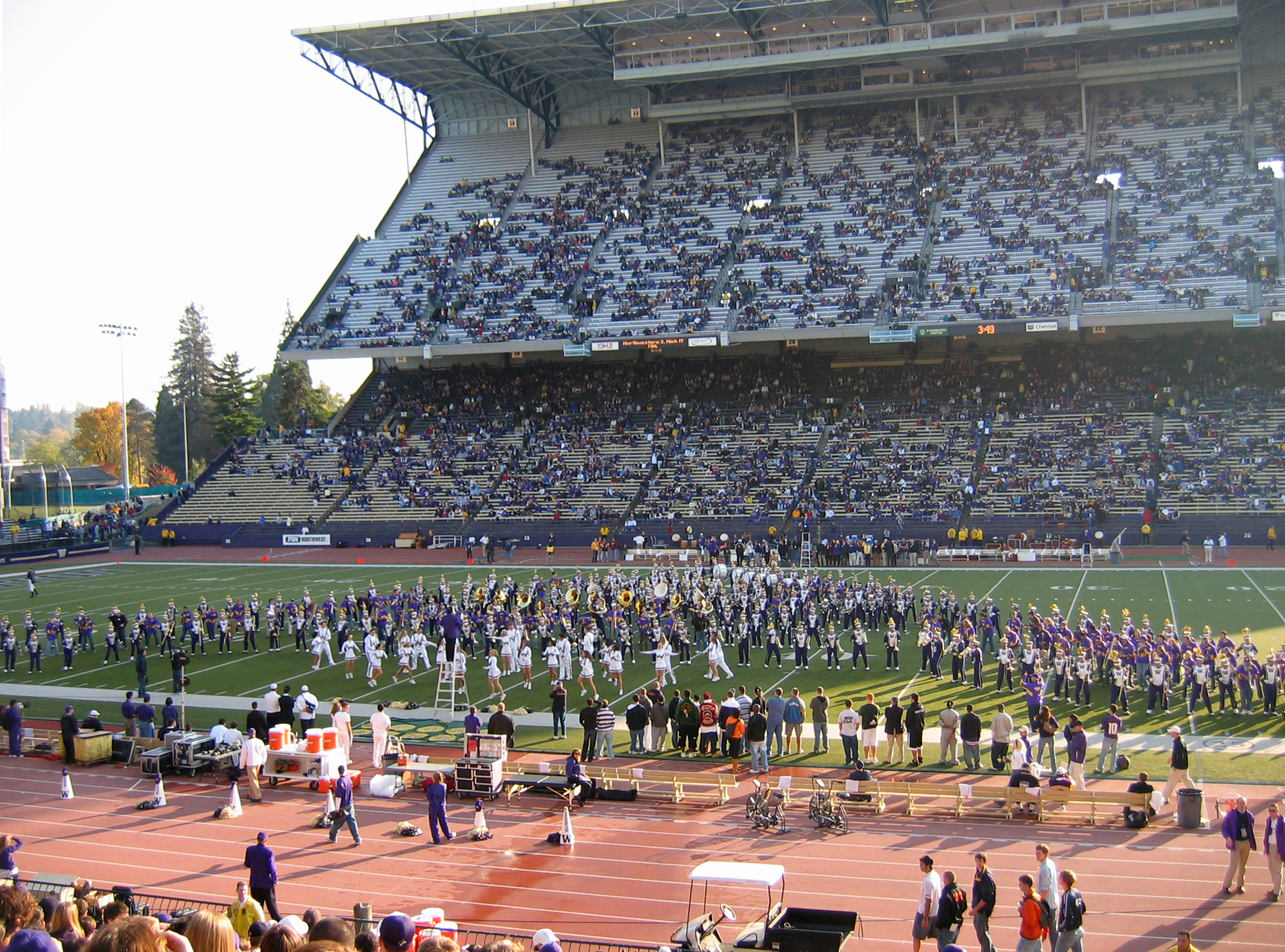
La fanfare en octobre 2006.

- Fanfare : University of Washington Husky Marching Band
- Rivalités :
  - Washington State - Rivalité Apple Cup
  - Ducks de l'Oregon - Rivalité Oregon-Washington (en)
  - Wildcats de Northwestern - Rivalité Northwestern-Washington

## Palmarès

### Titres nationaux
| Saison | Entraîneur     | Agences de cotation                                                                      | Bilan | Bowl           | Adversaire                  | Résultat | Clas. AP | Clas. Coaches |
| ------ | -------------- | ---------------------------------------------------------------------------------------- | ----- | -------------- | --------------------------- | -------- | -------- | ------------- |
| 1960   | Jim Owens (en) | Helms Athletic Foundation                                                                | 10–1  | Rose Bowl 1961 | Golden Gophers du Minnesota | G, 17–07 | no 6     | no 5          |
| 1991   | Don James (en) | B(QPRS), Billingsley Report, DeS, DuS, FN, FWAA MGR, NCF, R(FACT), SR, UPI/NFF, USAT/CNN | 12–0  | Rose Bowl 1992 | Wolverines du Michigan      | G, 34–14 | no 2     | no 1          |
| Saison | Entraîneur     | Agences de cotation             | Bilan | Bowl             | Adversaire            | Résultat | Clas. AP | Clas. Coaches |
| ------ | -------------- | ------------------------------- | ----- | ---------------- | --------------------- | -------- | -------- | ------------- |
| 1910   | Gil Dobie (en) | Bill Libby                      | 6–0   | -                | -                     | -        | –        | –             |
| 1984   | Don James (en) | B(QPRS), FN, NCF (co-champions) | 11–1  | Orange Bowl 1985 | Sooners de l'Oklahoma | G, 28–17 | no 2     | no 2          |
| 1990   | Don James      | R(FACT) (4 co-champions)        | 10–2  | Rose Bowl 1991   | Hawkeyes de l'Iowa    | G, 46–34 | no 5     | no 5          |

### Titres de conférence
Washington a remporté 18 titres de conférence dont cinq à égalité (†)
| Saison | Conférence     | Entraîneur          | Bilan global | Bilan de conférence |
| ------ | -------------- | ------------------- | ------------ | ------------------- |
| 1916   | PCC (en)       | Gil Dobie (en)      | 3–0–1        | 6–0–1               |
| 1919†  | PCC (en)       | Claude J. Hunt (en) | 2–1–0        | 5–1–0               |
| 1925   | PCC (en)       | Enoch Bagshaw (en)  | 5–0–0        | 11–0–1              |
| 1936   | PCC (en)       | James Phelan (en)   | 7–0–1        | 7–2–1               |
| 1959†  | AAWU (en)      | Jim Owens (en)      | 3–1–0        | 10–1–0              |
| 1960   | AAWU (en)      | Jim Owens (en)      | 4–0–0        | 10–1–0              |
| 1963   | AAWU (en)      | Jim Owens (en)      | 4–1–0        | 6–5–0               |
| 1977   | Pacific-8 (en) | Don James (en)      | 6–1–0        | 10–2–0              |
| 1980   | Pacific-10     | Don James (en)      | 6–1–0        | 9–3–0               |
| 1981   | Pacific-10     | Don James (en)      | 6–2–0        | 10–2–0              |
| 1990   | Pacific-10     | Don James (en)      | 7–1–0        | 10–2–0              |
| 1991   | Pacific-10     | Don James (en)      | 8–0–0        | 12–0–0              |
| 1992†  | Pacific-10     | Don James (en)      | 6–2–0        | 9–3–0               |
| 1995†  | Pacific-10     | Jim Lambright (en)  | 6–1–1        | 7–4–1               |
| 2000†  | Pacific-10     | Rick Neuheisel (en) | 7–1          | 11–1                |
| 2016   | Pac-12         | Chris Petersen (en) | 8–1          | 12–2                |
| 2018   | Pac-12         | Chris Petersen (en) | 7–2          | 10–4                |
| 2023   | Pac-12         | Kalen DeBoer (en)   | 9–0          | 14–1                |

### Titres de division
Washington a remporté quatre titres de la North Division de la Pac-12 dont un à égalité (†)
| Saison | Conférence | Division | Entraîneur          | Finale de conférence                                                         | Finale de conférence                                                         |
| ------ | ---------- | -------- | ------------------- | ---------------------------------------------------------------------------- | ---------------------------------------------------------------------------- |
| Saison | Conférence | Division | Entraîneur          | Adversaire                                                                   | Résultat                                                                     |
| 2016   | Pac-12     | North    | Chris Petersen (en) | Buffaloes du Colorado                                                        | G, 41–10                                                                     |
| 2017†  | Pac-12     | North    | Chris Petersen      | Le Cardinal de Stanford a joué la finale de conf.                            | Le Cardinal de Stanford a joué la finale de conf.                            |
| 2018   | Pac-12     | North    | Chris Petersen      | Utes de l'Utah                                                               | G, 10–03                                                                     |
| 2020   | Pac-12     | North    | Jimmy Lake (en)     | N'a pu disputer le match n'ayant pas assez de joueurs disponibles (Covid-19) | N'a pu disputer le match n'ayant pas assez de joueurs disponibles (Covid-19) |

### Bowls
Washington a participé à 43 bowls universitaires, en a remporté 21 pour 21 défaites et 1 nul.
| N° | Saison | Bowl                                    | Adversaire                     | Résultat | Assistance |
| -- | ------ | --------------------------------------- | ------------------------------ | -------- | ---------- |
| 1  | 1923   | Rose Bowl 1924                          | Midshipmen de la Navy          | N, 14–14 | 40 000     |
| 2  | 1925   | RoseBowl 1926                           | Crimson Tide de l'Alabama      | P, 19–20 | 45 000     |
| 3  | 1936   | Rose Bowl 1937                          | Panthers de Pittsburgh         | P, 00–21 | 87 196     |
| 4  | 1937   | Poi Bowl 1938                           | Rainbow Warriors d'Hawaï       | G, 53–13 | 13 500     |
| 5  | 1943   | Rose Bowl 1944                          | Trojans de l'USC               | P, 00–29 | 68 000     |
| 6  | 1959   | Rose Bowl 1960                          | Badgers du Wisconsin           | G, 44–08 | 100 809    |
| 7  | 1960   | Rose Bowl 1961                          | Golden Gophers du Minnesota    | G, 17–07 | 97 314     |
| 8  | 1963   | Rose Bowl 1964                          | Fighting Illini de l'Illinois  | P, 07–17 | 96 957     |
| 9  | 1977   | Rose Bowl 1978                          | Wolverines du Michigan         | G, 27–20 | 105 312    |
| 10 | 1979   | Sun Bowl 1979                           | Longhorns du Texas             | G, 14–07 | 33 412     |
| 11 | 1980   | Rose Bowl 1981                          | Wolverines du Michigan         | P, 06–23 | 104 863    |
| 12 | 1981   | Rose Bowl 1982                          | Hawkeyes de l'Iowa             | G, 28–0  | 105 611    |
| 13 | 1982   | Aloha Bowl 1982                         | Terrapins du Maryland          | G, 21–20 | 30 055     |
| 14 | 1983   | Aloha Bowl 1983                         | Nittany Lions de Penn State    | P, 10–13 | 37 212     |
| 15 | 1984   | Orange Bowl 1985                        | Sooners de l'Oklahoma          | G, 28–17 | 56 294     |
| 16 | 1985   | Freedom Bowl 1985                       | Buffaloes du Colorado          | G, 20–17 | 30 961     |
| 17 | 1986   | Sun Bowl 1986                           | Crimson Tide de l'Alabama      | P, 06–28 | 48 722     |
| 18 | 1987   | Independence Bowl 1987                  | Green Wave de Tulane           | G, 24–12 | 41 683     |
| 19 | 1989   | Freedom Bowl 1989                       | Gators de la Floride           | G, 34–07 | 33 858     |
| 20 | 1990   | Rose Bowl 1991                          | Hawkeyes de l'Iowa             | G, 46–34 | 101 273    |
| 21 | 1991   | Rose Bowl 1992                          | Wolverines du Michigan         | G, 34–14 | 103 566    |
| 22 | 1992   | Rose Bowl 1993                          | Wolverines du Michigan         | P, 31–38 | 94 236     |
| 23 | 1995   | Sun Bowl 1995                           | Hawkeyes de l'Iowa             | P, 18–38 | 49 116     |
| 24 | 1996   | Holiday Bowl 1996                       | Buffaloes du Colorado          | P, 21–33 | 54 749     |
| 25 | 1997   | Aloha Bowl 1997                         | Spartans de Michigan State     | G, 51–23 | 34 419     |
| 26 | 1998   | Oahu Bowl 1998                          | Falcons de l'Air Force         | P, 25–45 | 46 451     |
| 27 | 1999   | Holiday Bowl 1999                       | Wildcats de Kansas State       | P, 20–24 | 57 118     |
| 28 | 2000   | Rose Bowl 2001                          | Boilermakers de Purdue         | G, 34–24 | 94 392     |
| 29 | 2001   | Holiday Bowl 2001                       | Longhorns du Texas             | P, 43–47 | 60 548     |
| 30 | 2002   | Sun Bowl 2002                           | Boilermakers de Purdue         | P, 24–34 | 48 917     |
| 31 | 2010   | Holiday Bowl 2010                       | Cornhuskers du Nebraska        | G, 19–07 | 57 921     |
| 32 | 2011   | Alamo Bowl 2011                         | Bears de Baylor                | P, 56–67 | 65 256     |
| 33 | 2012   | Las Vegas Bowl 2012                     | Broncos de Boise State         | P, 26–28 | 33 217     |
| 34 | 2013   | Fight Hunger Bowl 2013                  | Cougars de BYU                 | G, 31–16 | 34 136     |
| 35 | 2014   | Cactus Bowl 2015                        | Cowboys d'Oklahoma State       | P, 22–30 | 35 409     |
| 36 | 2015   | Heart of Dallas Bowl 2015               | Golden Eagles de Southern Miss | G, 44–31 | 20 229     |
| 37 | 2016   | Peach Bowl 2016 (CFP ½ finale) †        | Crimson Tide de l'Alabama      | P, 07–24 | 75 996     |
| 38 | 2017   | Fiesta Bowl 2017 †                      | Nittany Lions de Penn State    | P, 28–35 | 61 842     |
| 39 | 2018   | Rose Bowl 2019 †                        | Buckeyes d'Ohio State          | P, 23–28 | 91 853     |
| 40 | 2019   | Las Vegas Bowl 2019                     | Broncos de Boise State         | G, 38–07 | 34 197     |
| 41 | 2022   | Alamo Bowl 2022                         | Longhorns du Texas             | G, 27–20 | 62 730     |
| 42 | 2023   | Sugar Bowl 2024 (CFP ½ finale) †        | Longhorns du Texas             | G, 37-31 | 68 791     |
| 43 | 2023   | College Football Championship Game 2024 | Wolverines du Michigan         | P, 13-34 | 72 808     |

† : Bowl du Nouvel-An

## Entraîneurs
| Saison(s)       | Entraîneur         | Bilan    | Bowls |
| --------------- | ------------------ | -------- | ----- |
| 1892–1893       | W. B. Goodwin      | 2–4–1    |       |
| 1894            | Charles Cobb       | 1–1–1    |       |
| 1895–1896, 1898 | Ralph Nichols      | 7–4–1    |       |
| 1897            | Carl L. Clemans    | 1–2      |       |
| 1899            | A. S. Jeffs        | 4–1–1    |       |
| 1900            | J. S. Dodge        | 1–2–2    |       |
| 1901            | Jack Wright        | 3–3      |       |
| 1902–1904       | James Knight       | 15–4–1   |       |
| 1905            | Oliver Cutts       | 4–2–2    |       |
| 1906–1907       | Victor M. Place    | 8–5–6    |       |
| 1908–1916       | Gil Dobie †        | 58–0–3   |       |
| 1917, 1919      | Claude J. Hunt     | 6–3–1    |       |
| 1918            | Anthony Savage     | 1–1      |       |
| 1920            | Stub Allison       | 1–5      |       |
| 1921–1929       | Enoch Bagshaw      | 63–22–6  | 0–1–1 |
| 1930–1941       | James Phelan †     | 65–37–8  | 1–1   |
| 1942–1947       | Ralph Welch        | 27–20–3  | 0–1   |
| 1948–1952       | Howard Odell       | 23–25–2  |       |
| 1953–1955       | John Cherberg      | 10–18–2  |       |
| 1956            | Darrell Royal †    | 5–5      |       |
| 1957–1974       | Jim Owens †        | 99–82–6  | 2–1   |
| 1975–1992       | Don James †        | 153–57–2 | 10–4  |
| 1993–1998       | Jim Lambright      | 44–25–1  | 1–3   |
| 1999–2002       | Rick Neuheisel     | 33–16    | 1–3   |
| 2003–2004       | Keith Gilbertson   | 7–16     |       |
| 2005–2008       | Tyrone Willingham  | 11–37    |       |
| 2009–2013       | Steve Sarkisian    | 34–29    | 1–2   |
| 2013 (intérim)  | Marques Tuiasosopo | 1–0      | 1–0   |
| 2014–2019       | Chris Petersen     | 55–26    | 2–4   |
| 2020–2021       | Jimmy Lake         | 7–6      |       |
| 2021 (intérim)  | Bob Gregory        | 0-3*     |       |
| 2022–2023       | Kalen DeBoer       | 25-3     | 2–1   |
| 2024–           | Jedd Fisch         | 0–0      |       |

† Intronisé au College Football Hall of Fame
* La défaite à Arizona State pendant la suspension de l'entraîneur Jimmy Lake est comptabilisée.

## Joueurs

### Récompenses individuelles
| Joueurs - Paul Hornung Award (en) - 2014 – Shaq Thompson (en), LB - Maxwell Award - 2023 – Michael Penix Jr., QB - Doak Walker Award - 1990 – Greg Lewis (en), TB - John Mackey Award - 2013 – Austin Seferian-Jenkins, TE - Lombardi Award - 1991 – Steve Emtman, DT - Outland Trophy - 1991 – Steve Emtman, DT - Bill Willis Award - 1991 – Steve Emtman, DT |  | Entraîneurs - Paul "Bear" Bryant Award - 1991 – Don James (en) - The Home Depot Coach of the Year Award - 2023 – Kalen DeBoer (en) - SN Coach of the year (en) - 2023 – Kalen DeBoer - AP Coach of the Year (en) - 2023 – Kalen DeBoer - Eddie Robinson Coach of the Year - 2023 – Kalen DeBoer |

### Trophée Heisman
En fin de saison 2023, huit joueurs de Washington ont été classés lors du vote du Trophée Heisman mais aucun ne l'a remporté.
| Saison | Joueur             | Poste         | Clas. |
| ------ | ------------------ | ------------- | ----- |
| 1951   | Hugh McElhenny †   | Halfback      | 8e    |
| 1952   | Don Heinrich †     | Quarterback   | 9e    |
| 1990   | Greg Lewis         | Running back  | 7e    |
| 1991   | Steve Emtman †     | Defensive end | 4e    |
| 1994   | Napoleon Kaufman   | Running back  | 9e    |
| 2000   | Marques Tuiasosopo | Quarterback   | 8e    |
| 2016   | Jake Browning      | Quarterback   | 6e    |
| 2022   | Michael Penix Jr.  | Quarterback   | 8e    |
| 2023   | Michael Penix Jr.  | Quarterback   | 2e    |

† : Intronisé au College Football Hall of Fame

## Huskies au College Football Hall of Fame
Quinze (15) anciens joueurs et entraîneurs de Washington ont été intronisés au College Football Hall of Fame situé à Atlanta en Géorgie
| Nom                   | Poste              | Saisons         | Intronisation | Réf.   |
| --------------------- | ------------------ | --------------- | ------------- | ------ |
| Gil Dobie             | Entraîneur         | 1908–1916       | 1951          | [ 16 ] |
| George Wildcat Wilson | Halfback           | 1923–1925       | 1951          | [ 17 ] |
| Chuck Carroll         | Halfback           | 1926–1928       | 1964          | [ 18 ] |
| Paul Schwegler        | Tackle             | 1929–1931       | 1967          | [ 19 ] |
| James Phelan          | Entraîneur         | 1930–1941       | 1973          | [ 20 ] |
| Vic Markov            | Tackle             | 1935–1937       | 1976          | [ 21 ] |
| Hugh McElhenny        | Halfback           | 1949–1951       | 1981          | [ 22 ] |
| Darrell Royal         | Entraîneur         | 1956            | 1983          | [ 23 ] |
| Don Heinrich          | Quarterback        | 1949–1950, 1952 | 1987          | [ 24 ] |
| Bob Schloredt         | Quarterback        | 1958–1960       | 1989          | [ 25 ] |
| Max Starcevich        | Guard              | 1934–1936       | 1990          | [ 26 ] |
| Rick Redman           | Guard / Linebacker | 1962–1964       | 1995          | [ 27 ] |
| Don James             | Entraîneur         | 1975–1992       | 1997          | [ 28 ] |
| Steve Emtman          | Defensive tackle   | 1989–1991       | 2006          | [ 29 ] |
| Lincoln Kennedy       | Offensive tackle   | 1989–1992       | 2015          | [ 30 ] |

Quelques intronisés
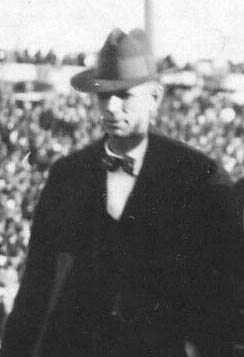
Gil Dobie
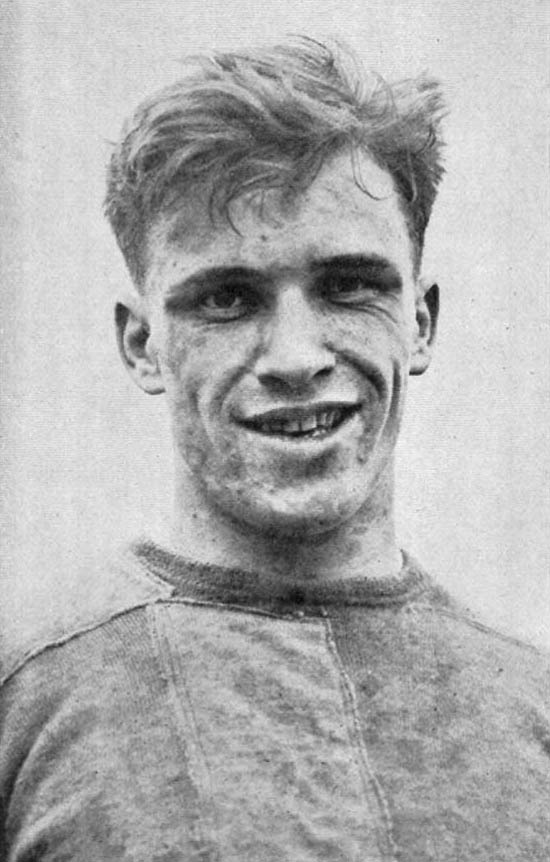
George Wilson
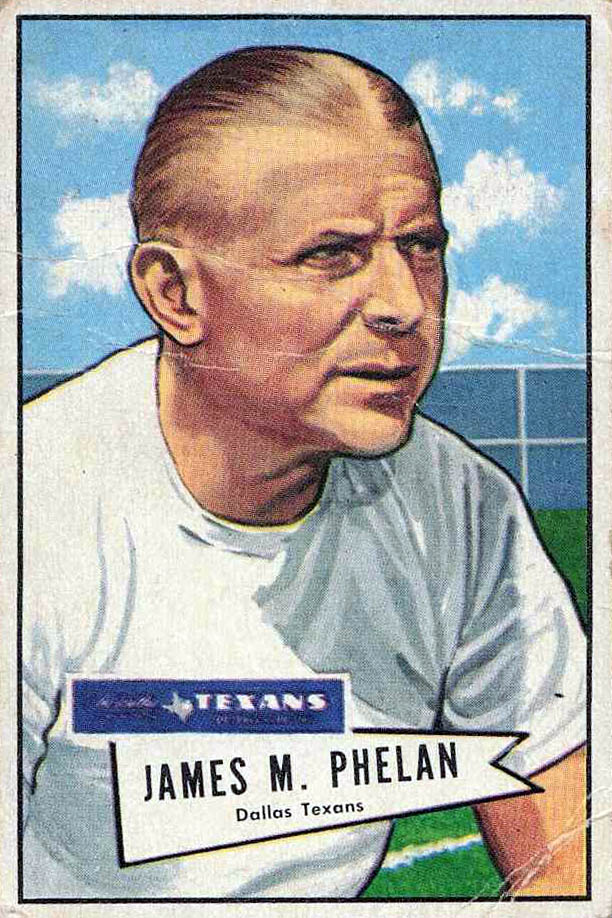
James Phelan
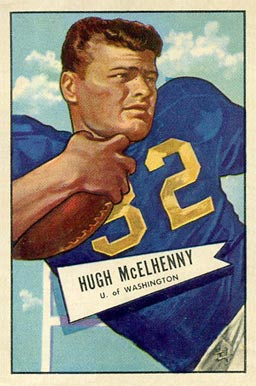
Hugh McElhenny
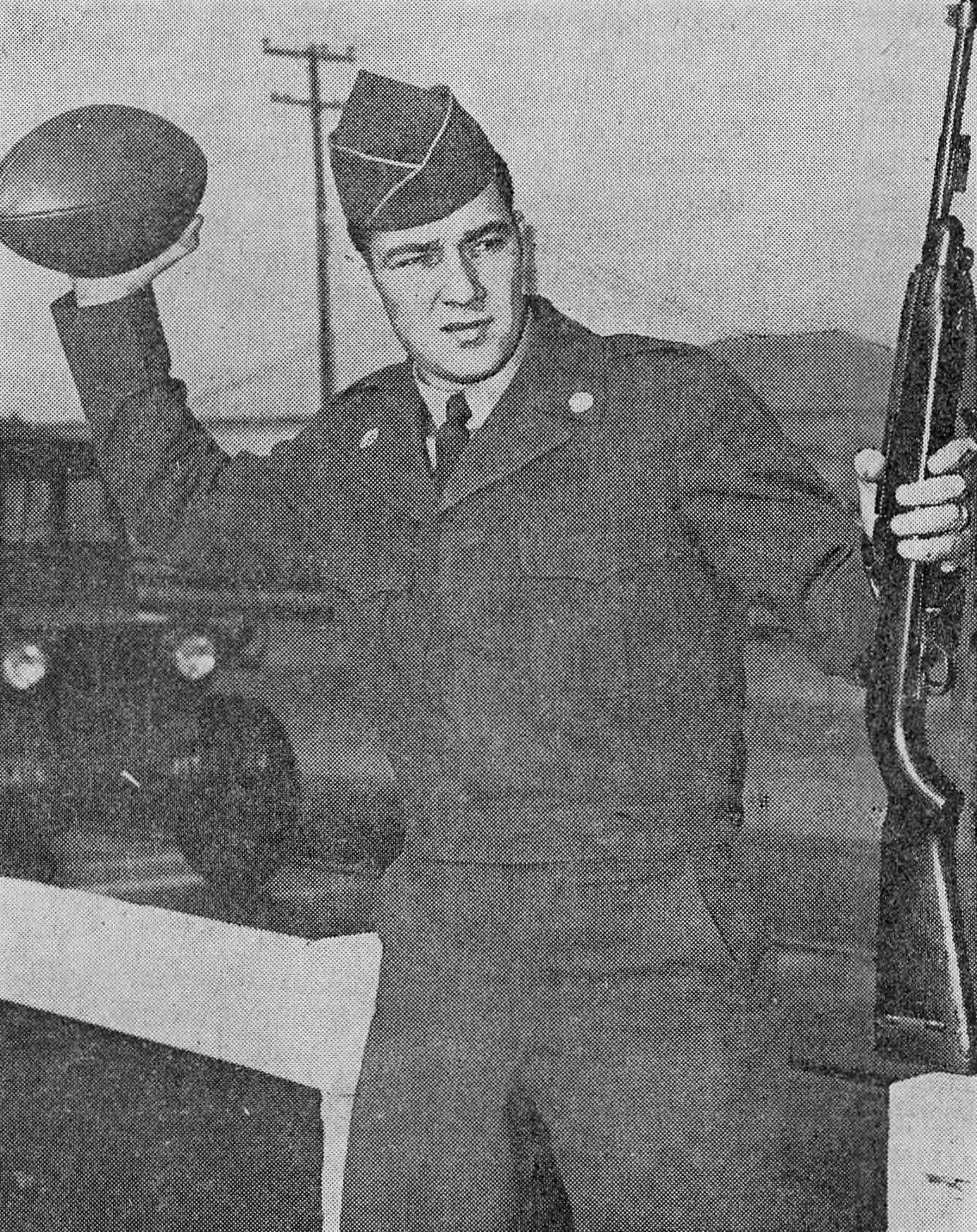
Don Heinrich
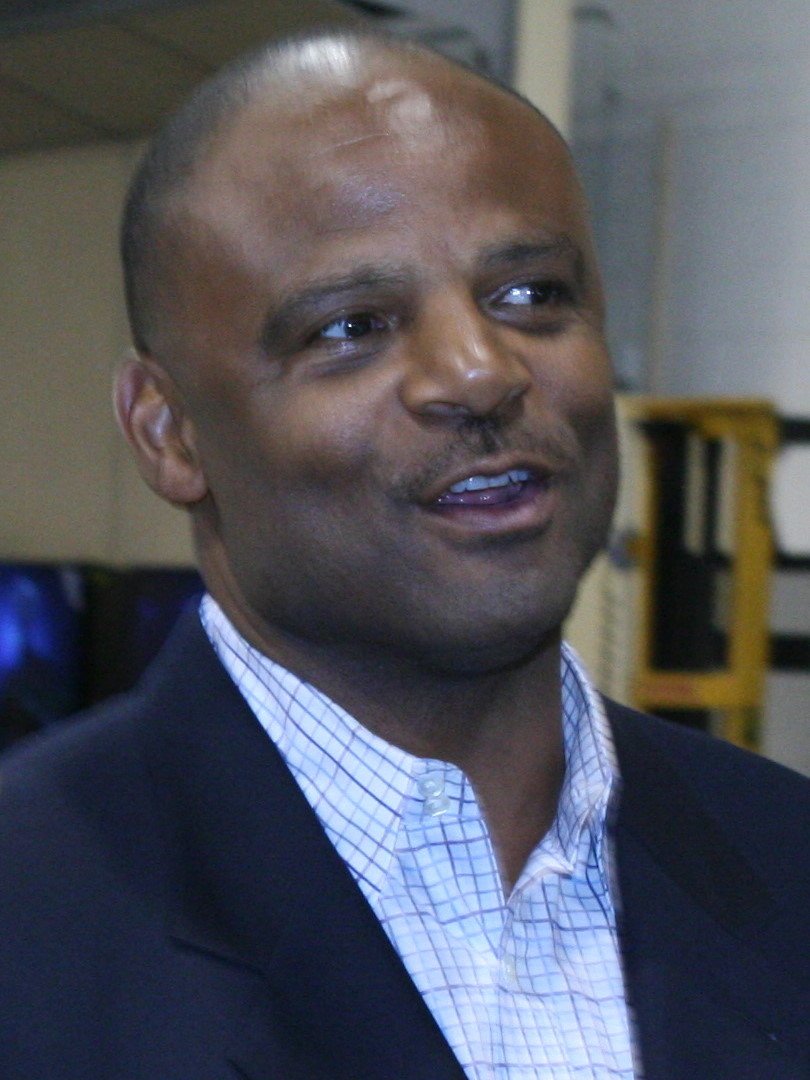
Warren Moon

## Huskies au Pro Football Hall of Fame
Quatre (4) anciens joueurs de Washington ont été intronisés au Pro Football Hall of Fame situé à Canton dans l'Ohio.
| Nom               | Poste            | Saisons         | Intronisation |
| ----------------- | ---------------- | --------------- | ------------- |
| Hugh McElhenny    | Halfback         | 1949–1951       | 1970          |
| Arnie Weinmeister | Defensive tackle | 1942, 1946–1947 | 1984          |
| Warren Moon       | Quarterback      | 1975–1977       | 2006          |
| Don Coryell (en)  | Entraîneur       | 1949            | 2023          |

## Infrastructures

### Husky Stadium

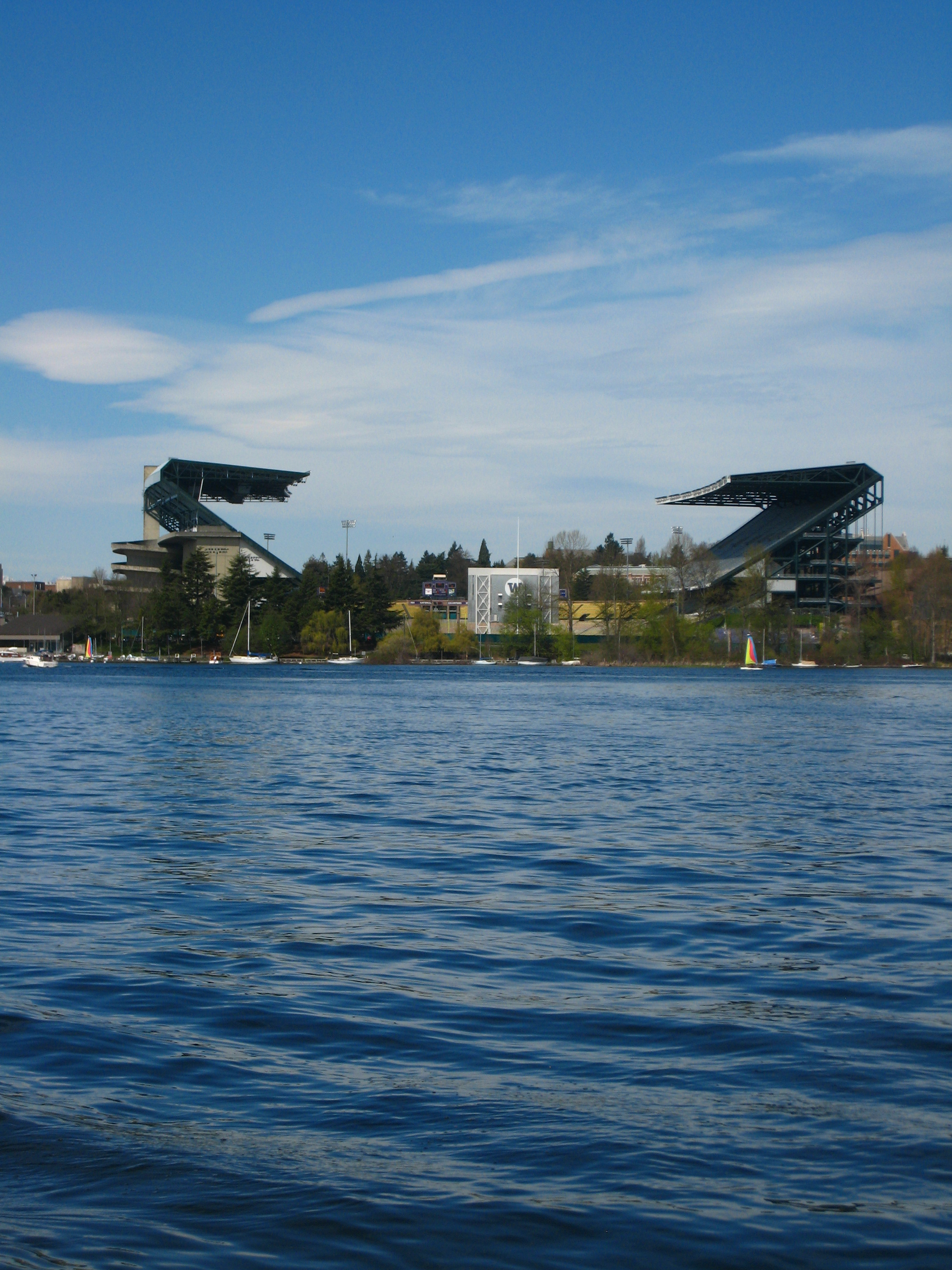
Vue du Husky Stadium à partir du Lac Washington.

Le Husky Stadium est le stade utilisé par Washington depuis la saison 1920, celui-ci ayant été rénové en 1950, 1987 et 2012.
Situé sur le campus et contigu au Lac Washington, il est le plus grand stade du Nord-Ouest Pacifique avec une capacité de 70 183 places. Il est un des quelques stades des États-Unis accessible par voie navigable et possède la réputation de posséder le meilleur cadre du football universitaire.
Washington a enregistré à treize reprises la plus forte assistance sur une saison de la Pacific-10 Conference dont 9 consécutives de 1989 à 1997.
Avec presque 70 % des sièges situés entre les end-zone et les tribunes couvertes par des toits métalliques en porte-à-faux, le Husky Stadium est l'un des stades les plus bruyants du pays et le stade le plus bruyant du football universitaire. Lors du match de 1992 joué en nocturne contre les Cornhuskers du Nebraska, ESPN a mesuré le niveau de bruit à environ 135 décibels soit la marque la plus forte de l'histoire de la NCAA.
En 1968, les Huskies sont devenus la première grande équipe NCAA à installer une pelouse artificielle, suivant l'exemple de l'Astrodôme. Avant la saison 2000, l'université a été parmi les premières à adopter le FieldTurf (en) (autre genre de pelouse artificielle), devancée d'une saison seulement par le Memorial Stadium.
Des rénovations au stade ont débuté le 7 novembre 2011 pour un montant de 280 millions de $. Pendant cette période, les Huskies ont joué leurs matchs à domicile de la saison 2012 au CenturyLink Field. Le Husky Stadium a rouvert le 31 août 2013 à l'occasion du match remporté 38 à 6 contre les Broncos de Boise State.

### Dempsey Indoor
Le Dempsey Indoor est un établissement d'une surface de 4 500 m2 inauguré en septembre 2001. Le bâtiment est utilisé pour les entraînements en intérieur des équipes de football américain, de softball, de baseball et des équipes masculines et féminines de football (soccer).

## Traditions

### Logos et maillots

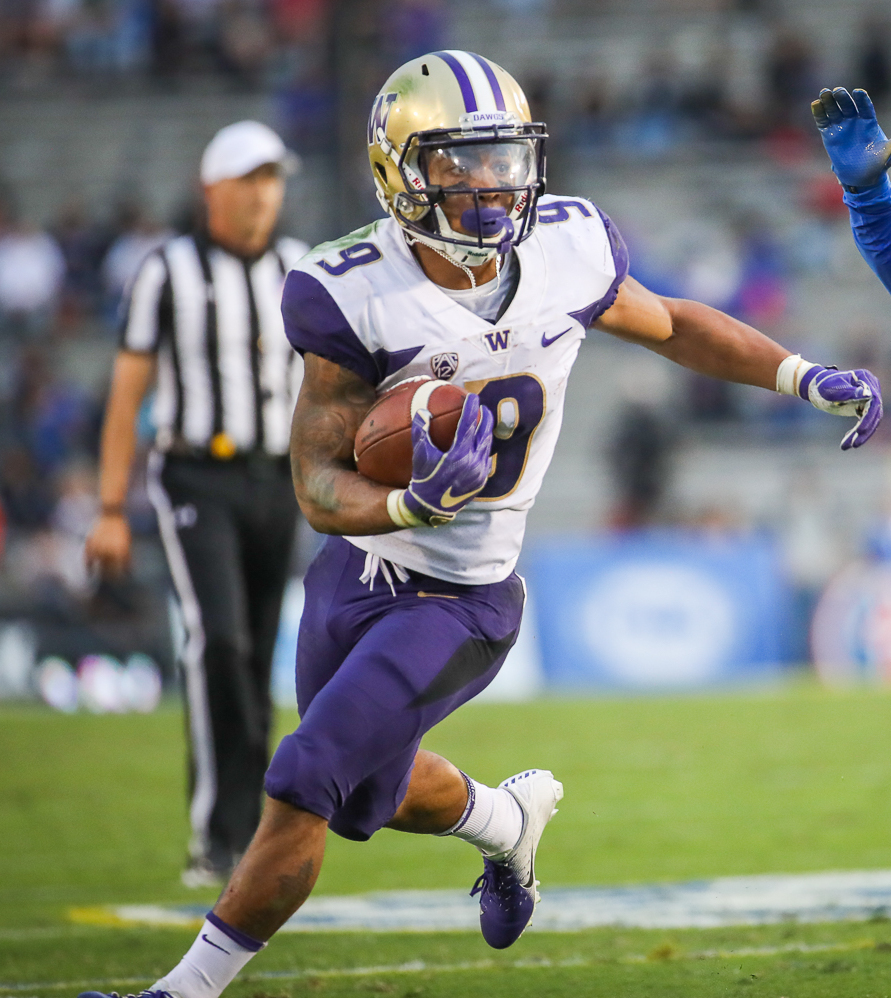
Les couleurs traditionnelles des Huskies sont le volet et l'or.

Washington a porté plusieurs variantes d'uniformes au fil des ans, mais le programme est surtout reconnu pour son uniforme traditionnel composé de casques et pantalons dorés avec des maillots violets.
Depuis la première saison sous les ordres de l'entraîneur principal Don James en 1975, les Huskies portent des casques dorés métallisés avec un bloc violet « W » des deux côtés et des rayures centrales blanches et violettes, calquant le nouveau casque et les uniformes des 49ers de San Francisco. Néanmoins, de 1995 à 1998 sous Jim Lambright, les joueurs portaient des casques violets unis avec un « W » doré.
Durant le mandat de l'entraîneur principal Jim Owens, le linebacker américain et joueur défensif exceptionnel des années 1960, Rick Redman, a eu l'honneur de porter un casque violet. Pour le quarterback adverse, se tenir derrière son centre et voir ce joueur solitaire portant un casque violet le regarder de haut avant chaque jeu, était assez intimidant. En 1973 et 1974, lors des deux dernières saisons d'Owens, toute l'équipe portait des casques violets.
Pour le dernier match de saison régulière 2010 à domicile contre l'UCLA, les Huskies dévoilent un thème « black-out ». Les zones d'en-but du Husky Stadium étaient peintes en noir, tandis que l'équipe a fait ses débuts avec des maillots et des pantalons noirs après avoir encouragé le public local à s'habiller également en noir. Deux semaines plus tard, pour l'Apple Cup à Pullman, Washington portait le pantalon noir avec l'habituel maillot blanc pour les matchs à l'extérieur. Des maillots et des pantalons noirs ont été portés à nouveau le mois suivant pour le Holiday Bowl 2010. Les trois matchs se sont soldés par des victoires de Washington.
En 2013, les Huskies se présentent avec des casques en or chromé, portés avec maillots et pantalons violets lors d'un match pluvieux contre l'Arizona. Plus tard contre Oregon, les joueurs de Washington portent des casques noirs mats comportant un « W » violet et deux bandes violettes tronquées.
Avant la saison 2014, Washington dévoile un nouvel ensemble comprenant trois options de couleurs de maillots, quatre pantalons et trois casques pour permettre une myriade de combinaisons sur le terrain. L'ensemble comprenait des casques en or mat, noir mat et blanc « givré » ; des maillots violets, blancs et noirs ; des pantalons dorés, violets, blancs et noirs. Les casques en or chromé qui avaient été introduits la saison précédente sont reportés lors du match contre l'Arizona State en 2014. En 2017, des casques violets chromés sont ajoutés à la gamme existante.
En avril 2018, l'université conclu un nouvel accord pour un montant de 119 millions de dollars sur 10 ans avec Adidas, débutant dès l'été 2019, mettant fin à un partenariat de 20 ans avec Nike. L’accord avec Adidas se classe parmi les 10 plus rentables du sport universitaire.

### Marching Band
La fanfare des Huskies de l'université de Washington (en) (en anglais Husky Marching Band et en abrégé HMB) est composée de 240 membres. L'ensemble participe toute l'année activement au soutien de toutes les équipes sportives des Husky. La saison 2024 sera la 95e pour la HMB.
La fanfare des Huskies sous la direction de Bill Bissell, peut être crédité de l'invention en 1981 de la Ola. L'équipe de cheerleading de l'université au début des années 1970 avait développé une version qui allait de bas en haut (plutôt que circulaire) de la Ola (dite mexicaine en raison de son développement mondial lors de la coupe du monde de football 1986 au Mexique), à la suite des difficultés rencontrées pour amener les membres du public universitaire, généralement en état d'ébriété, à lever et baisser les pancartes en temps opportun.
La première Ola réalisée au Husky Stadium est effectuée à l'occasion de l'Halloween 1981, à l'instigation de Dave Hunter (trompettiste de la fanfare) et de la pom-pom girl Robb Weller (en),,. En 1982, l'entraîneur principal des Huskies, Don James, a indiqué que le bruit de la foule provenant de la vague constituait un avantage lors des matchs à domicile au Husky Stadium.
Cette vague a été reprise au Kingdome de Seattle avant la première apparition des Seahawks en séries éliminatoires de la NFL en 1983.

### Harry the Husky
Harry the Husky (en) est la mascotte costumée de l'Université de Washington, une des deux mascottes actuellement utilisées par le programme sportif de l'université. Hendrix the Husky (en) est le frère de Harry, mascotte à l'université Tacoma de Washington (en).

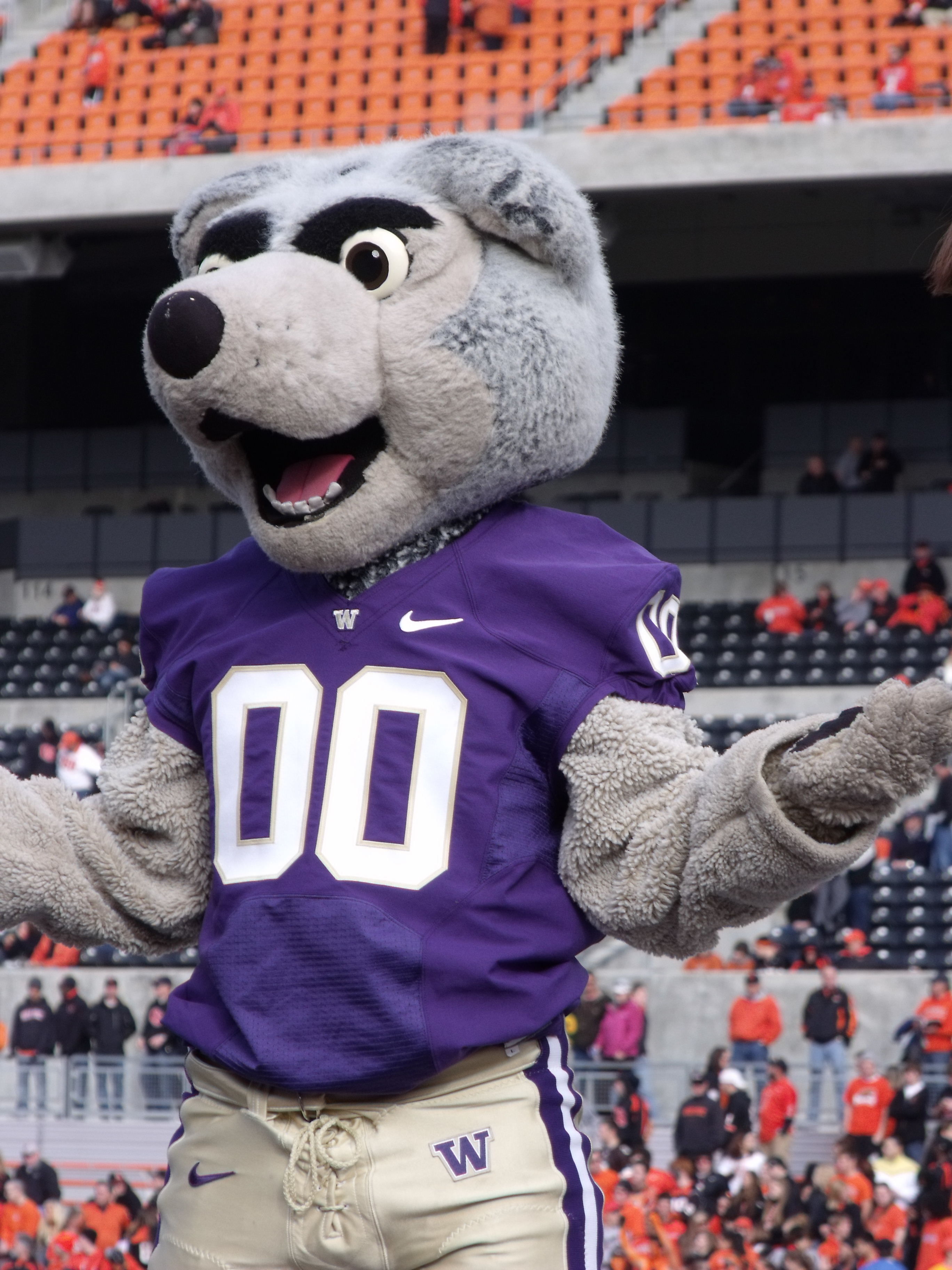
' en octobre 2009.

La première mascotte de l'université était Sunny Boy, une statuette de 91 cm de haut peinte en or représentant une illustration apparaissant fréquemment dans Columns, qui – à l'époque – était un magazine humoristique du campus publié par les étudiants (actuellement Columns est le titre du magazine des anciens de l'université de Washington). La mascotte est introduite en 1921 mais trois ans plus tard elle est perdue et n'est pas refaite.
L'université adopte alors le surnom de « Huskies » pour ses programmes sportifs et en 1922, elle commence à utiliser des chiens de traîneau vivants comme mascottes, d'abord une lignée non héréditaire de Huskies de Sibérie et, à partir de 1961, une lignée héréditaire de Malamutes d'Alaska, race de chien différente du husky. En raison de la taille des animaux, des difficultés de déplacement, de la logistique et des horaires des manutentionnaires, les mascottes n'apparaissent généralement que lors des matchs de football américain à domicile.
En 1995, les responsables du département des sports de l'université commandent un costume et organisent des essais pour une nouvelle mascotte costumée. Trois étudiants artistes sont choisis (Lee Harris, Evelyn Ho et Chris MacDonald) et occupent le rôle de mascotte secondaire utilisée lors d'événements où les chiens ne peuvent être présents. Un concours et un vote public deux ans plus tard nomment la nouvelle mascotte « Harry the Husky ». Par coïncidence, la mascotte avait déjà été désignée par ce nom lors d'une scène du film The 6th man (en) mettant en vedette Marlon Wayans sur l'équipe de basket-ball de Washington, sorti avant le vote.
En 2010, l'université dévoile un nouveau costume pour Harry et retire l'ancien. Le nouveau « Husky » fait ses débuts le 9 octobre 2010.
L'université a également accueilli une longue lignée de Malamutes d'Alaska comme mascottes. Les chiens étaient à l'origine soignés par la fraternité Sigma Alpha Epsilon ; cet arrangement a été suivi d'une tradition de 49 ans (1959-2008) de soins de la part de la famille Cross (un professeur de l'université, suivi de son fils). Les 14 chiens à ce jour sont les suivants :
- Frosty I (1922–30)
- Frosty II (1930–36)
- Wasky (1946–47)
- Wasky II (1947–53)
- Ski (1954–57)
- Denali (1958)
- King Chinook (1959–68)
- Regent Denali (1969–80)
- Sundodger Denali (1981–92)
- King Redoubt (1992–97)
- Prince Redoubt (1998)
- Spirit (1999–2008)
- Dubs (2009–2018)
- Dubs II (depuis 2018)

### "Bow Down to Washington"
« Bow Down to Washington (en)' »'est la chanson de combat officielle de l'université de Washington,,. Elle a été écrite par Lester J. Wilson en 1915 alors qu'il participait à un concours demandant une nouvelle chanson pour l'université,. Le concours était parrainé par le journal du campus, The Daily, et comportait un grand prix de 25 US$ (l'équivalent de 655 $ en 2021).
« {Bow Down to Washington" » a été joué pour la première fois comme chanson de combat lors du match de football américain opposant en déplacement Washington à California le 6 novembre 1915 (victoire 72 à 0 des Huskies),. Les paroles ont été publiées pour la première fois une semaine plus tard dans le programme à domicile du concours du 13 novembre 1915 à Denny Field, encore une fois contre California. Les paroles originales font fréquemment référence à la Californie et à la capture de l'ours d'or, mais les versions ultérieures de la chanson ont abandonné ces lignes,.
La chanson est généralement jouée et chantée lors de tous les événements sportifs de l'université auxquels la fanfare « Husky Marching Band (en) de l'université est présente, y compris tous les matchs de football américain, de basket-ball et de volley-ball.
Bow Down to Washington, Bow Down to Washington.

Mighty are the men who wear the Purple and the Gold,

Joyfully we welcome them within the Victor's fold.

We will carve our name in the Hall of Fame,

To preserve the memory of our Devotion.

So, heaven help the foes of Washington,

They're trembling at the feet of mighty Washington.

Our boys are there with bells, their fighting blood excels,

It's harder to push them over the lines than pass the Dardanelles.

So Victory's the cry of Washington

Our leather lungs together with a Rah ! Rah ! Rah !

And o'er the land, the loyal band

Will sing the glory of Washington forever !
— Bow Down to Washington

### The Wave
Robb Weller (en), un cheerleader de l'université de Washington de 1968 à 1972 et plus tard co-animateur de l'émission télévisée Entertainment Tonight, a indiqué en septembre 1984 que l'équipe de pom-pom girls de l'école du début des années 1970 avait développé une version de la vague (ola) qui allait de bas en haut (au lieu de côte à côte), en raison des difficultés rencontrées pour amener les membres du public universitaire, généralement en état d'ébriété, à lever et baisser les bras en temps opportun.
La première vague au Husky Stadium s'est produite en 1981 à l'occasion d'Halloween,,., à l'instigation de Dave Hunter (trompettiste du groupe Husky) et de l'ancienne pom-pom girl Weller. En 1982, l'entraîneur principal des Husky, Don James, a souligné que le bruit de la foule effectuant la vague était un avantage concurrentiel lors des matchs à domicile.
La vague a été reprise par les fans des Seahawks de Seattle jouant au Kingdome voisin avant leur premier match de série éliminatoire en 1983.

### Diffusion
Les matchs des Huskies sont diffusés dans tout l'État sur le Washington Sports Network, avec le commentateur Tony Castricone et le consultant,, Cam Cleeland, ancien wide receiver des Huskies. Les matchs sont diffusés sur la station radio « 93,3 KJR-FM » de Seattle. Bob Rondeau, connu sous le nom de « Voix des Huskies », a commenté les matchs de Washington pendant plus de 30 ans jusqu'à sa retraite en 2017.
Lou Gellermann, un rameur intronisé au Husky Hall of Fame, a été l'annonceur public des matchs de 1985 à 2007. Il accueillait les fans au Husky Stadium avec sa signature « Bonjour, fans de Dawg ! » (Hello, Dawg fans), auquel les fans répondaient « Bonjour, Lou ! " (Hello, Lou).

## Rivalités

### Cougars de Washington State
Les équipes de Washington et de Washington State se sont rencontrées pour la première fois en 1900.
Traditionnellement, cette rencontre, surnommée l'Apple Cup, est la dernière de la saison régulière pour les deux équipes. Le trophée du même nom est remis au vainqueur par le gouverneur de l'État depuis 1963.
Fin de saison 2024, Washington mène la série avec 76 victoires pour 34 à Washington State et 6 nuls.
La plus large victoire (51-3) est à l'actif de Washington et date de la saison 2000. Les Huskies possèdent également la plus longue série de victoires consécutives soit 8 réparties sur les saisons 1959 à 1966 et sur les saisons 1974 à 1981.

### Ducks de l'Oregon
Les équipes de Washington et d'Oregon se sont rencontrées pour la première fois en 1900. Les campus respectifs situés à Seattle et Eugene sont distants de 460 km  par l'Interstate 5. Cette rivalité a été surnommée par les fans  la Border War ou la Cascade Clash et ils la considère comme la plus féroce et la plus compétitive des deux universités.
Elle est une des plus jouée de l'histoire de la NCAA Division I FBS.
Fin de saison 2023, Washington mène la série (116 matchs) avec 63 victoires pour 48 à Oregon et 5 nuls.
La plus large victoire (66-0) est à l'actif de Washington et date de la saison 1974. Les Huskies possèdent également la plus longue série de victoires consécutives soit 12 réparties sur les saisons 2004 à 2015.